# Andreas von Behn
Andreas von Behn (Kristianopel, 1650-Viena, 1730) fue un pintor sueco. 

## Biografía

Alegoría de la vanidad de la vida (1700), Museo Nacional de Estocolmo

Nació con enanismo. Discípulo de David Klöcker Ehrenstrahl, fue un insigne miniaturista, autor de retratos, escenas bíblicas y alegorías en óleo sobre cobre, así como miniaturas en esmalte. En 1693 se convirtió en artista de miniaturas de la corte y profesor de dibujo de Carlos XII. En 1713 se estableció en Viena.
Entre sus obras destaca Alegoría de la vanidad de la vida (1700, Museo Nacional de Estocolmo), donde una joven que señala con una mano una calavera situada en una mesa junto a diversos  objetos preciosos, mientras que con un pie pisa un busto de estilo clásico, que se encuentra en el suelo junto a un globo terráqueo y diversos libros.